# Brestovec (district de Myjava)
Pour les articles homonymes, voir Brestovec.
Brestovec (hongrois : Brezóvölgy) est un village de Slovaquie situé dans la région de Trenčín.

## Histoire
La première mention écrite du village date de 1955.

## Démographie

### Évolution de la population
| Année:               | 1994. | 2004.   | 2014.   | 2024.   |
| -------------------- | ----- | ------- | ------- | ------- |
| Nombre de personnes: | 1031  | 970     | 945     | 962     |
| Différence:          |       | -5,91 % | -2,57 % | +1,79 % |

| Année:               | 2023. | 2024.   |
| -------------------- | ----- | ------- |
| Nombre de personnes: | 974   | 962     |
| Différence:          |       | -1,23 % |